# Ida Vivado
Ida Vivado (Tacna, 1913 - 1989) va ser una pianista i compositora xilena. Es va graduar al Conservatori Nacional de Música en la especialitat de interpretació a Xile el 1941, i la van contractar al mateix Conservatori Nacional.
Al 1943 començà els estudis de composició amb Domingo Santa Cruz, iniciant-se en formes i estils tradicionals; el 1954 continuà amb Frèe Focke, qui la introduí en el serialisme dodecafònic. I va rebre cosell d'insrumentació i orquestació dels compositors Carlos Isamitt, Salvador Candiani i Darwin Vargas.
Al 1958 va rebre una invitació per continuar estudiant a Itàlia, i va fer instrumentació amb Salvador Candianni.
La seva obra va ser premiada en diverses ocasions per diferents institucions musicals. Sempre va continuar amb la interpretació pianística, enregistrant alguns discos.
El seu estil de composició està condicionat per les tècniques dels seus mestres. Es va dedicar preferentment a la creació de petites formes musicals amb objectius didàctics, per exemple els estudis per piano que van ser editats en dis el 1972 per l'Institut d'Extensió Musical.
Entre el 1981 i el 1986 va ser presidenta de l'Associació Nacional de Compositors.
Va morir el 23 d'octubre de 1989 per problemes cardíacs.

## Treballs seleccionats
De les seves obre destaca la Picaresca, una tonada de 1984, amb versos escrits per ella mateixa, a on mostra interés per la música tradicional Xilena. També destaquen els seus Estudis per piano, els Lieder, Tres Poemes per cant i piano, Preludis per piano i una Suite.
- Estudios for piano (1966)
- Ocho Trozos, piano for four hands (1974)
- Tres Poemas y una Canzion for voice and piano (1949)
- Tres Preludios y Tema con Variaciones for piano (1952)
- Suite for piano (1955)
- Seis Danzas Antiguas for piano (1955)
- Picaresca for voice and orchestra (1977)
- Series Alternadas for piano (1986)